# Johan Paulik
Johan Paulik, (Daniel Ferenčík) född 14 mars 1975 i Bratislava, är en slovakisk gayporr-skådespelare som 1996–2005 spelade in filmer exklusivt för Bel Ami Productions. Produktionsbolaget har rönt stora framgångar tack vare Paulik, som med sitt pojkaktiga utseende skapat ett kommersiellt gångbart affischnamn.
Paulik ser sig själv som heterosexuell, vilket passar Bel Ami bra. Produktionsbolagets filmer bygger på att "heterosexuella" pojkar och män träffas och mer eller mindre råkar hamna i situationer som inbjuder till homosexuella handlingar.
På senare år har han främst arbetat bakom kameran.

## Filmografi
- Sauna Paradiso (1994)
- The Plowboys (1994)
- Lukas' Story (1994)
- Siberian Heat (1995)
- Lukas' Story 2: When Boy Meets Boy (1995)
- Frisky Summer (1995)
- The Chain Reaction (1995)
- Blue Danube (1995)
- Sunshine After the Rain (1996)
- Summer, the First Time (1996)
- Out at Last (1996)
- Boy 3: Boy Wonder (1996)
- An American in Prague (1997)
- You're Gorgeous (1998)
- Johan's Big Chance (1998)
- Cover Boys (2001)